# Flevomeer Laag
De Flevomeer Laag is een lithostratigrafische eenheid bestaande uit lagunaire en lacustriene sedimenten van organisch materiaal (gyttja, detritus) en silts. De laag komt alleen in het IJsselmeergebied voor en is in het Laat-Holoceen in zoet tot brak water afgezet.
De eenheid wordt gerekend tot de Formatie van Nieuwkoop.